# Границя текучості

Діаграма деформування металевого матеріалу. Напруження показано у функції від деформації
1: Границя абсолютної пружності
2: Границя пропорційності
3: Границя пружності
4: Границя плинності σ_{0,2}

Грани́ця пли́нності — в прикладній механіці визначається як умовне напруження σт, за якого зразок починає деформуватись без помітного збільшення навантаження. Це — основна механічна характеристика для оцінювання міцності пластичних матеріалів (сталей).

## Різновиди параметра
Розрізняють:
- границю плинності фізичну, як найменше умовне напруження, за якого зразок деформується без помітного збільшення навантаження;
- границю плинності умовну, як напруження, за якого залишкова деформація зразка досягає обумовленої нормативно-технічними документами величини;
- границю плинності динамічну — границю плинності, що визначається шляхом динамічних випробувань матеріалу, властивості якого залежать від швидкості деформації.

Границя плинності відповідає площинці плинності діаграми деформування матеріалу. У випадку, якщо така площинка відсутня, замість σт використовується умовне напруження σ0,2 (читається: сигма нуль-два), яке відповідає напруженню, при якому залишкова відносна деформація у матеріалі (пластична деформація) становить {\displaystyle \epsilon =0,2\%} на довжині випробовуваного зразка (див.рис.).

## Поверхня плинності
Для випадку складного напруженого стану, коли напружений стан в точці виражений через головні напруження ({\displaystyle \sigma _{1},\sigma _{2},\sigma _{3}}) множина точок границь плинності утворює поверхню плинності.